# Nam Sung
Nam Sung (南充市) là một địa cấp thị thuộc tỉnh Tứ Xuyên, Cộng hòa Nhân dân Trung Hoa.

## Các đơn vị hành chính
Địa cấp thị Nam Sung quản lý các đơn vị cấp huyện sau:

### Các quận nội thành
Các quận:
- Thuận Khánh 顺庆区
- Cao Bình 高坪区
- Gia Lăng 嘉陵区

### Các thành phố cấp huyện
- Thành phố cấp huyện Lãng Trung 阆中市

### Các huyện
Các huyện:
- Doanh Sơn 营山县
- Bồng An 蓬安县
- Nghi Lũng 仪陇县
- Nam Bộ 南部县
- Tây Sung 西充县